# トク・テムル (荊王)
トク・テムル（モンゴル語: Toq temür、中国語: 脱脱木児、生没年不詳）は、チンギス・カンの息子のオゴデイの子孫で、モンゴル帝国の皇族。『元史』などの漢文史料では荊王脱脱木児（tuōtuōmùér）と記される。

## 概要
オゴデイ・カアンの息子のコデンの玄孫のイェス・エブゲンの息子として生まれた。
後至元元年（1335年）、父のイェス・エブゲンの「荊王」位と、父が雲南方面に出征していた際に率いて居たマングライ（前衛）軍の指揮権を引き継ぎ、王府の官吏を設置した。
後至元3年（1337年）、トガチの統治していたコデン・ウルス本国を受け継ぎ、妻のクルクイ（忽剌灰）とともにウルスを治めた。後至元4年（1338年）には「元徳上輔広中宣義正節振武佐運功臣」の号が与えられた。
至正3年（1343年）以前にトク・テムルは亡くなり、後継者がいなかったためにコデン・ウルスの領地には永昌等処宣慰使司都元帥府が設置された。至正14年（1354年）には「荊王ダルマシリ（答児麻失里）」が「コデン・アカ（闊端阿合＝コデン家当主）」に代わって河西方面を治めたという記録が残るが、この人物がどのような出自であるか、コデン家とどのような関係にあるか不明である。

## コデン王家
- オゴデイ・カアン(Ögödei Qa'an,窩闊台/ اوگتاى قاآن Ūgtāī Qā'ān)
  - コデン太子(Köden ＞闊端/hédān,كوتان/kūtān)
    - メルギデイ王(Mergidei ＞滅里吉歹/mièlǐjídǎi)
      - イェス・ブカ大王(Yes buqa ＞也速不花/yěsù búhuā,ییسوبوقا/yīsū būqā)

    - モンゲトゥ大王(Möngetü ＞蒙哥都/mēnggēdōu,مونكاتو/mūnkātū)
      - イリンチン大王(Irinǰin ＞亦憐真/yìliánzhēn,ایرنچان/īrinchān)

    - ジビク・テムル王(J̌ibig temür ＞只必帖木児/zhībì tiēmùér,جینك تیمور/jīnk tīmūr)
      - テビレ大王(Tebile ＞帖必烈/tiēbìliè,ممبوله＝تیبوله/tībūle)
      - クルク大王(Külük ＞曲列魯/qūlièlǔ,كورلوك/kūrlūk)
        - 汾陽王ベク・テムル(Bek temür ＞別帖木児/bié tiēmùér)
          - 荊王イェス・エブゲン(Yes ebügen ＞也速也不干/yěsù yěbúgān)
            - 荊王トク・テムル(Toq temür ＞脱脱木児/tuō tuōmùér)